# Juliette és Juliette
A Juliette és Juliette (francia nyelven: Juliette et Juliette) egy 1973-ban készült francia-olasz vígjáték, Pierre Richard főszereplésével.

## Cselekmény
Az egyik Juliette egy női magazin újságírója, a másik Juliette pedig eladó egy áruházban. De nem csak a nevük közös - egy rakás hasonló tulajdonságuk is van. 

## Szereposztás
| Szerep                                             | Színész          | Magyar hangja (1. szinkron) |
| -------------------------------------------------- | ---------------- | --------------------------- |
| Juliette Vidal                                     | Annie Girardot   | Kútvölgyi Erzsébet          |
| Juliette Rozenec                                   | Marlène Jobert   | Hámori Eszter               |
| Bob Rozenec                                        | Pierre Richard   | Csankó Zoltán               |
| Rozenec úr, Juliettte R. apja                      | Alfred Adam      | Perlaki István              |
| A „Pénélope” újság főnöke                          | Robert Beauvais  | N/A                         |
| Laurent                                            | Dominique Briand | N/A                         |
| Rozenecné asszony                                  | Paulette Dubost  | Bókai Mária                 |
| Quiblier kisasszony                                | Ginette Garcin   | N/A                         |
| Újságírónő („Pénélope”, később „Femmes en Colère”) | Sophie Agacinski | N/A                         |
| Nicole                                             | Christine Dejoux | N/A                         |
| Juliette Vidal csábítója                           | Philippe Léotard | N/A                         |

- További magyar hangok: Antal Olga, Balázsi Gyula, Csere Ágnes, Csuha Lajos, Csuja Imre, Hirling Judit, Illyés Mari, Jakab Csaba, Juhász Judit, Kéri Kitty, Komlós András, Megyeri János, Németh Gábor, Pálfai Péter, Rosta Sándor, Simonyi Piroska, Szokol Péter